# Touch rugby
 For alternative betydninger, se Touch.
Touch rugby er en variant af rugby, hvor spillerne blot berører hinanden på ballerne/hofterne i stedet for at takle.
| Sport | Spire Denne artikel om sport er en spire som bør udbygges. Du er velkommen til at hjælpe Wikipedia ved at udvide den. |